# 馬納山
72°51′S 3°22′W / 72.850°S 3.367°W
馬納山是南極洲的山峰，位於東部南極洲的毛德皇后地，屬於博格地塊的一部分，處於默特普拉森峰西南面9公里，由挪威的製圖師根據測量和空中照片繪入地圖。